# 16973 Gaspari
A 16973 Gaspari (ideiglenes jelöléssel 1998 WR19) a Naprendszer kisbolygóövében található aszteroida. A LINEAR projekt keretében fedezték fel 1998. november 23-án.